# Psychotria bolivarensis
Psychotria bolivarensis är en måreväxtart som först beskrevs av Paul Carpenter Standley och Julian Alfred Steyermark, och fick sitt nu gällande namn av Julian Alfred Steyermark. Psychotria bolivarensis ingår i släktet Psychotria och familjen måreväxter. Inga underarter finns listade i Catalogue of Life.